# Sara Khoshjamal Fekri

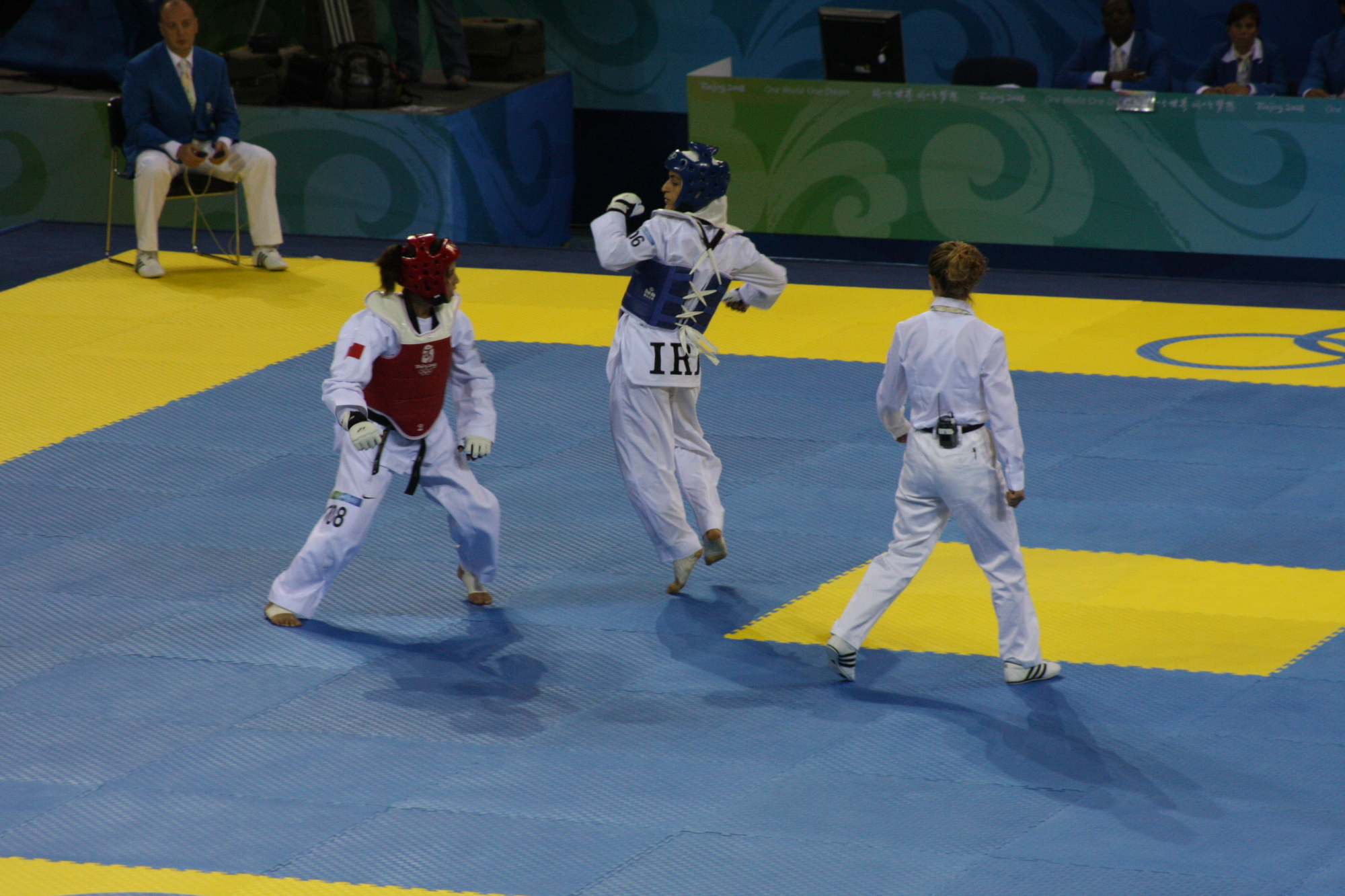
Sara Khoshjamal (blau) gegen Ghizlane Toudali bei den Olympischen Spielen 2008

Sara Khoshjamal Fekri (persisch سارا خوش‌جمال فکری‎; * 21. September 1988) ist eine iranische Taekwondoka und Teilnehmerin an den Olympischen Sommerspielen 2008 in Peking.  Sie ist die erste Iranerin, die sich in ihrer Disziplin für die Spiele qualifizieren konnte. Ihr Weg zu den Olympischen Spielen wurde im Dokumentarfilm Kick in Iran thematisiert.
Sara Khoshjamal Fekri studiert Sport (Physical Training) an der Universität Teheran.
Das Time Magazine hat Sara Khoshjamal Fekri in seiner Liste der „100 interessantesten Athleten“ der Olympischen Spiele 2008 in Peking auf Rang 22 platziert.

## Medaillen
- Bronzemedaille, beim  Asian Taekwondo Qualification Tournament (2007)